# Sriedniaja Achtuba
Sriedniaja Achtuba – osiedle typu miejskiego w Rosji, w obwodzie wołgogradzkim. W 2010 roku liczyło 14 431 mieszkańców.